# Lago de Sanabria
El lago de Sanabria (El Llagu, en sanabrés) es un lago localizado en la parte noroccidental de la península ibérica. Está situado a una altitud de unos 1000 metros sobre el nivel del mar en la provincia española de Zamora, y es el lago glaciar más grande de la península ibérica.El principal caudal de entrada y salida de agua del lago corresponde al río Tera.
La cuenca lacustre se originó en la glaciación de Würm.
Tiene una superficie de 3,47 km², y una profundidad máxima de 53 m, que se presenta en la cubeta este de las dos que conforman el lago, alcanzando la oeste un máximo de 46 m.
Forma parte del parque natural Lago de Sanabria y sierras Segundera y de Porto.

## Formación
Hace 100.000 años, durante la glaciación de Würm y por un período de 90.000 años, se instaló sobre estas montañas una gran masa de hielo. Este glaciar se derramaba por todos los valles que descienden desde el macizo. Por el valle del Tera se encajaba la principal lengua glacial. Esta lengua descendía desde el circo de Trevinca y la Survia, incrementando su espesor conforme se iba agregando hielo.
Al llegar a lo que hoy es Ribadelago, esta lengua glaciar tenía ya casi 15 km de largo y espesor de más de 300 m. Aquí, el glaciar del Tera recibía el aporte de las lenguas del Cárdena y del Segundera, incrementando aún más su potencia erosiva y excavando la cubeta que hoy alberga el lago de Sanabria. Aguas abajo del lago, la lengua glaciar se deshacía y se desplomaba, depositando allí durante milenios sucesivos arcos morrénicos concéntricos.
Hace 12.000 años, y parece que con relativa rapidez, la glaciación terminó y la lengua glacial se retiró dejando al descubierto cañones, valles colgados, rocas aborregadas, estrías glaciares y lo más importante: el lago de Sanabria. La glaciación de Würm al desplazarse excavó innumerables cubetas, algunas se han ido rellenando de sedimentos y de un musgo característico, Sphagnum, dando lugar a turberas que pueden alcanzar varios metros de espesor.

## Historia

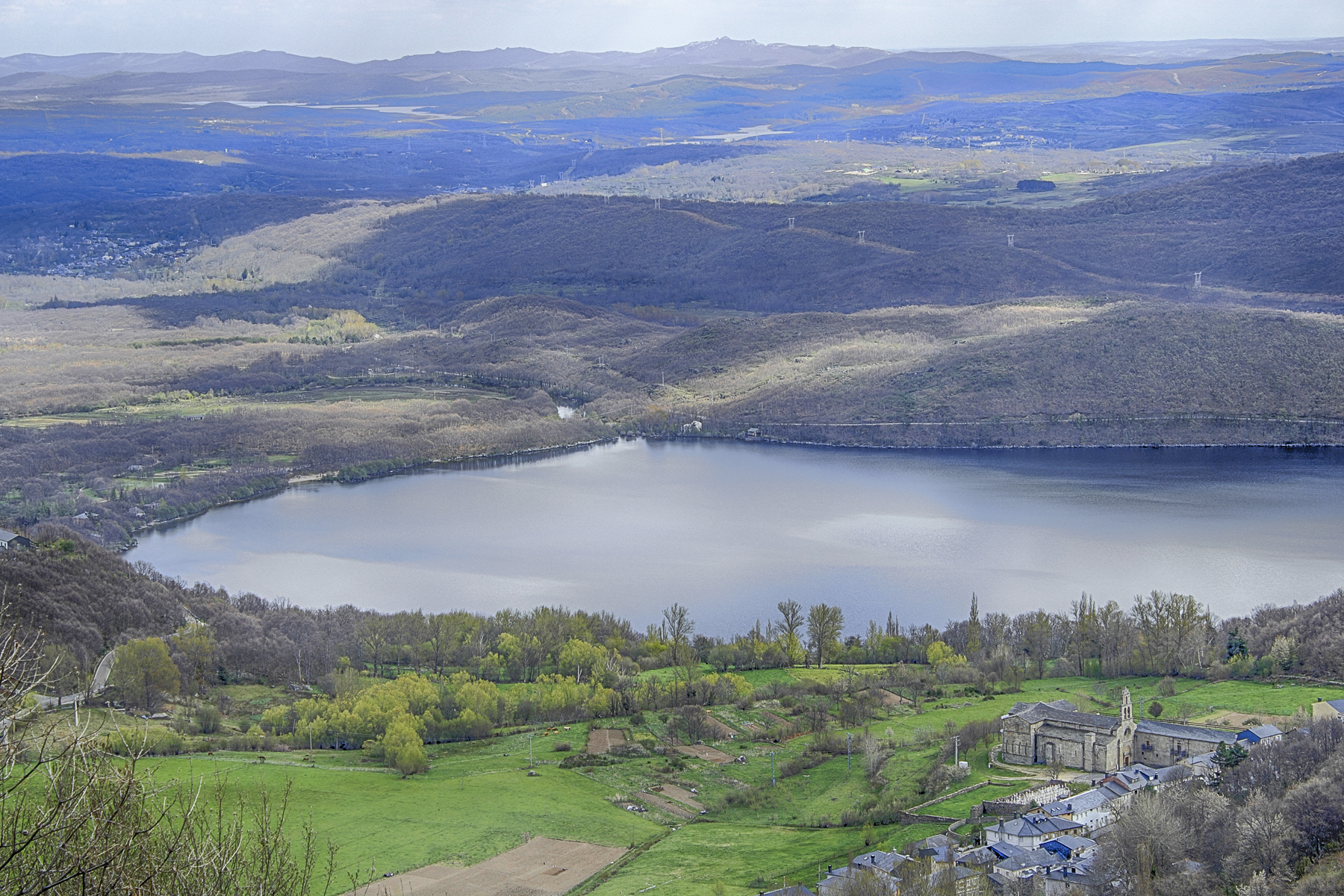
El lago y San Martín desde la subida a la laguna de los Peces.

A lo largo de la historia, el lago ha sido nombrado de diferentes modos, desde las formas medievales de «mare lacum» o «lago de San Martín de Castañeda», a la de «lago de Villachica» de principios del siglo XX o la actual denominación de «lago de Sanabria». Todas estas denominaciones están relacionadas con el aprovechamiento —en ocasiones disputado— de este espacio natural por el ser humano.
La historia del lago de Sanabria se escribe pues desde la eterna disputa por su propiedad, mantenida al menos durante los últimos diez siglos. Los monjes cistercienses del monasterio de San Martín de Castañeda tuvieron especial interés en su adquisición y, finalmente, lo consiguieron tras comprárselo en el 897 a los Avolo, sus anteriores propietarios. De esta forma, los moradores del cenobio consiguieron completar su dieta alimenticia con los productos piscícolas, ganaderos y hortícolas del lago y sus tierras adyacentes. Desde que se incorporó a las propiedades de este monasterio, las luchas con los lugareños por su explotación fueron continuas. La situación de disputa se mantuvo hasta la desamortización de Mendizábal del siglo XIX, momento en el que el lago y otras lagunas pasaron a ser propiedad de Manuel de Villachica, tras pagar por ellas un total de 127 530 reales de vellón.
La propiedad del Lago estará en manos de los monjes hasta la Desamortización de Mendizábal (1836), pasando en 1843 a ser propiedad del Marqués de Villachica (D. Manuel de Villachica) llegando a su herederos hasta 1932 que por medio de una orden del Ministerio de Obras Públicas, el gobierno de la II República, declara las aguas del Lago de Dominio Público siendo su propietario el Estado, a pesar de la tenaz defensa de la propiedad hecha por la heredera Dª Victoriana Villachica Mugoitio-Beña
La protección del lago de Sanabria se remonta al 7 de febrero de 1946, fecha en la que mediante Orden del Ministerio de Agricultura, el lago fue declarado «sitio natural de interés nacional». Posteriormente, el 11 de septiembre de 1953, se declara por el Ministerio de Agricultura masas de agua continentales sujetas a protección especial las del río Tera y sus afluentes, incluyéndose entre ellas el propio lago. También en 1953 fue declarado «paraje pintoresco», por lo que se formó un patronato nacional del lago que dependió del Ministerio de Educación Nacional, encargado de la defensa y conservación de este espacio natural. Finalmente fue declarado parque natural en 1978, aunque en 1990 tuvo una notable ampliación, cuando la Junta de Castilla y León lo incrementó de 368,5 ha a las actuales 22 365 ha. Forma parte de la Red  ZEPA (Zona de Especial Protección para las Aves),  de Castilla y León con el código ES 4190009 y de la propuesta de LIC (Lugar de Interés Comunitario), con el código ES 4190103. Miguel de Unamuno ambienta San Manuel Bueno, mártir en la zona.

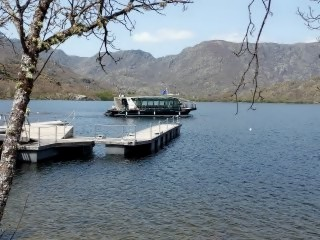
El catamarán "Helios Cousteau" en el Lago de Sanabria, que presenta huella de carbono cero.

Desde comienzos del 2011, el lago cuenta con un catamarán "Helios Cousteau", accionado por la corriente eléctrica producida por un sistema combinado eólico-solar. El barco está equipado con todo lo necesario en la última tecnología, para hacer recorridos didácticos y turísticos, ya que con su cámara de vídeo acuática se puede ver el fondo del lago durante la travesía. Este barco al mismo tiempo es una herramienta de primer orden en la investigación y seguimiento de la salud biológica del biotopo del plancton existente en el lago.

## Origen mitológico del Lago de Sanabria
La leyenda que cuenta el origen del Lago de Sanabria es muy conocida en toda la comarca. En ella se narra una fatídica inundación sucedida en el lugar mitológico de Villaverde de Lucerna (también llamado Villalverde o Valverde), que daría origen a la formación del actual lago. Luis Cortés Vázquez recogió numerosas versiones de este cuento en los pueblos del Valle del Tera en los años centrales del siglo XX, varias de ellas en sanabrés. 
En la leyenda, un pobre pide limosna en el lugar, recibiendo tan solo la ayuda de dos mujeres que cuecen pan en un horno. Como castigo, el hombre, que resulta ser Jesucristo, decide llenar de agua todo el pueblo y salvar tan solo a quienes le habían ayudado. Tras la desaparición bajo las aguas de la villa, dos terneros, llamados Redondu y Bragáu, tratan de sacar las campanas de la iglesia del fondo del lago, pero uno de ellos, que no había mamado aquel día, no logra hacerlo, de modo que la campana de nombre Bamba queda sumergida para siempre. Se dice que el día de San Juan, aquellos que tienen su alma limpia pueden escuchar sus tañidos. 
Según Luis Cortés, el lugar sanabrés de Valverde de Lucerna estaría relacionado con la ciudad mítica de Luiserne de los cantares de gesta franceses, pues en el Anseïs de Carthage se menciona una Lucerna qui est in valle viridi. Para este autor, serían los frailes cistercienses que llegaron al Monasterio de San Martín de Castañeda durante la Edad Media quienes pudieron traer la leyenda a Sanabria.En todo caso, el mito de la ciudad sumergida se puede relacionar con la inundación de Ys en Bretaña o con el mito griego de Filemón y Baucis.
| LA LEYENDA DEL LAGO EN LAS FUENTES ORALES (adaptación de la leyenda recogida en 1947 por Luis Cortés en San Martín de Castañeda y publicada en Leyendas, cuentos y romances de Sanabria: textos leoneses y gallegos) |  |
| --- |  |
| Antiguamente dicían que’l llagu yera Villaverde y chegóu un pobre. Había un fornu y vieno pidindo llimosna y en todas as casas ñegában-sela. Y despuéis chegóu a una casa na qu’estaban cocendo y pidíu eillí llimosna. Tirónenle un abortonicu pequeñu y cuando-se lu fonen a sacar crecíu muito y nun lu pudionen sacar del fornu. Despuéis tironen outru más grande y aquel ya lu pudionen sacar. Entuences dixo’l pobre que se salieran d’eillí, que diba a fundir aquel llugar. Y despuéis dixo: Eiquí finco’l mieu estacón, eiquí salga un gargallón. Eiquí finco’l mieu estaquete, eiquí salga un gargallete. Y cuando aquella xente miróu p’atrás ya lu víu fundíu, fundíuse todo menos onde estaba’l fornu, que güei ye a Casica’l Llagu. Y dicían que’l día de San Xuan s’oyían tocar as campanas nel llagu, el qu’estuviera de buena manu, que’l que non, nun las oyía. Una que la chamaban Ramona Partera, qu’estaba xorda, dicen que las oyía tocar. Y estaba un home arando tiempu alantre y moscónen-le os bueis y marchonen col aráu pal llagu. Despuéis salionen con una campana na rella y al sacarla dicía unu al outru: ˗ Tira, buei Redondu. Y dicía l’outru: ˗ Tira tu, que you estói nel fondu. Y lluego dicía-le l’outru: ˗ Tira tu, que you estói ordeñáu. Y vuelve a contestar-le l’outru: ˗ Si’l lleite que te saconen a cabeza abaxo te lu tironen. Eso ya foi na porfía dos bueis. Y agora, el outra campana que quedóu nel llagu díxo-le: Tu te vas, Verdosa. you me quedo, Bamba, y na vida del mundu seréi you sacada. |  |

## Entorno natural
La especial localización del lago, en la zona de transición entre el clima oceánico y el clima mediterráneo, ha propiciado que presente una gran riqueza florística, con más de 1500 especies vegetales. 

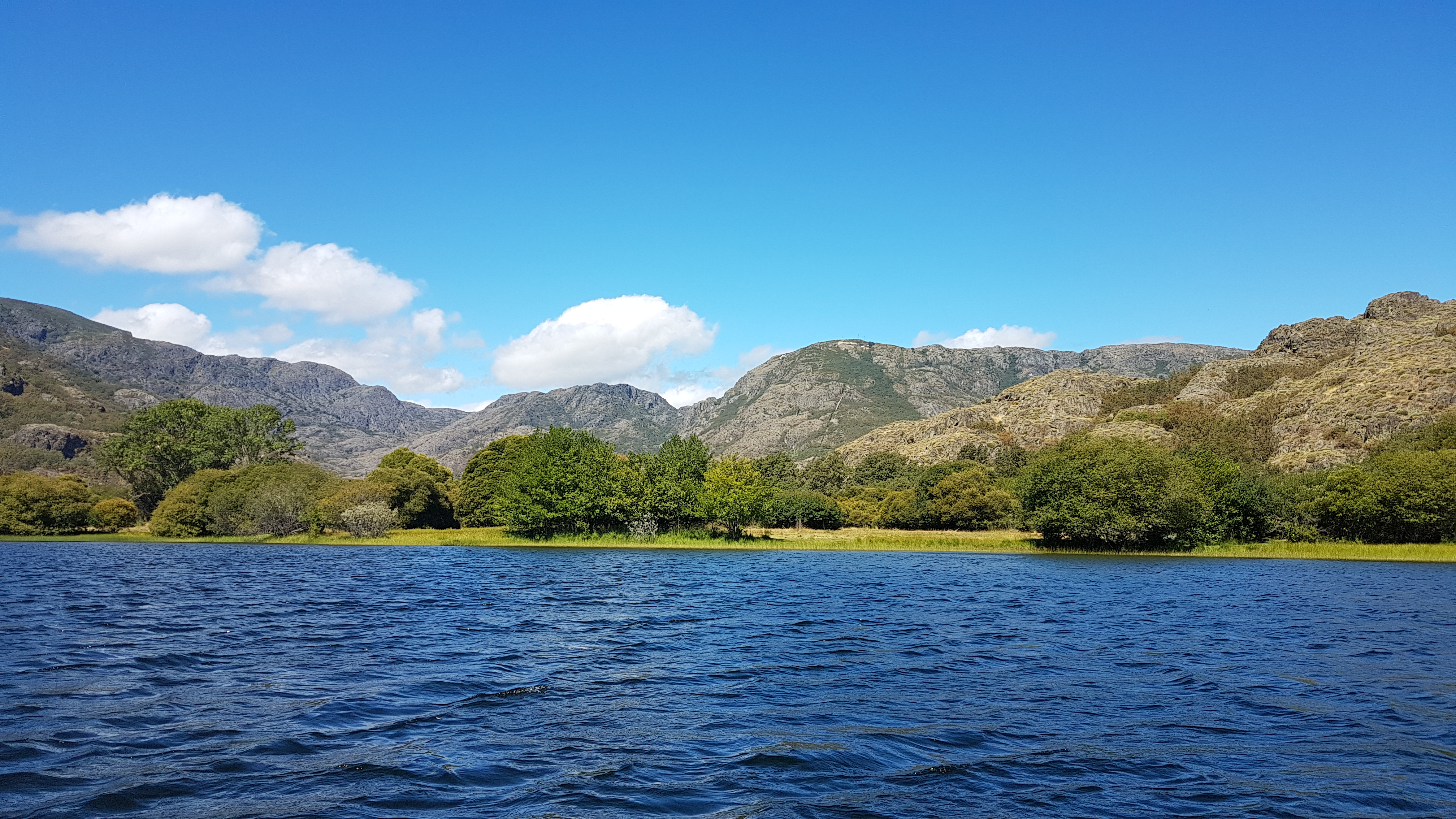
Lago de Sanabria desde Ribadelago.

El agua es también otro factor de diversidad. En el lago existe una flora acuática característica y adaptada a las características de aguas limpias, ácidas y escasamente mineralizadas que se encuentran en él. Entre estos ambientes húmedos destacan las turberas por su rareza en latitudes tan bajas, constituidas por masas compactas de diferentes especies del musgo Sphagnum y que pueden alcanzar varios metros de espesor, que no existen en ningún otro lugar de la península ibérica. Estas turberas son el hábitat preferido de la Drosera —pequeña planta carnívora— y de algunas especies de Sphagnum de difícil localización en otros puntos de la península o incluso de presencia limitada a esta zona.
El bosque dominante que circunda al lago es el del Quercus pyrenaica, robledal, cuyos ejemplares no suelen sobrepasar los 15 m de altitud y que en están bien adaptados para afrontar los fríos del invierno y el estiaje.
Hay presencia documentada de 7 especies de peces que se encuentran en este hábitat lacustre. De estas últimas destaca la trucha, muy apreciada en la pesca deportiva y de exquisita degustación culinaria; en el lago llega a alcanzar unas dimensiones considerables y su carne suele tener un tono rosado asalmonado, formando parte de un plato de la cocina zamorana: la trucha a la sanabresa.